# Hugo z Grenoblu
Hugo z Grenoblu (1053, Châteauneuf-sur-Isère u Valencie – 1. dubna 1132, Grenobl) byl francouzský biskup.

## Život
Než byl v roce 1080 vysvěcen biskupem v Grenoblu, byl Hugo kanovníkem při katedrále ve Valencii. Podporoval Bruna z Kolína, zakladatele kartuziánského řádu, avšak sám kartuziánem nebyl. Navzdory tomu se v soukromém životě ve velké míře řídil právě kartuziánskou spiritualitou.
V roce 1134 byl Hugo kanonizován papežem Inocencem II. Dnem jeho svátku je 1. duben.